# Gottfried Edelbüttel
Gottfried Edelbüttel (* 31. Dezember 1867 in Dirschau; † 28. März 1937 in Berlin-Lichterfelde) war ein deutscher General der Infanterie der Reichswehr.

## Leben
Edelbüttel trat am 16. Oktober 1887 als Fahnenjunker in das Infanterie-Regiment „Prinz Moritz von Anhalt-Dessau“ (5. Pommersches) Nr. 42 in Stralsund ein, wurde dort am 16. Mai 1888 zum Fähnrich ernannt sowie am 15. Januar 1889 zum Leutnant befördert. Vom 1. Oktober 1895 bis 30. September 1898 war er als Adjutant des Bezirks-Kommandos Stralsund tätig und kehrte anschließend als Premierleutnant (seit 17. November 1896) zu seinem Stammregiment zurück. Dort fungierte Edelbüttel ab 13. September 1899 als Regimentsadjutant. Man versetzte ihn am 18. Juni 1902 als Adjutant der 3. Infanterie-Brigade nach  Rastenburg und beförderte ihn in dieser Funktion am 12. September 1902 zum Hauptmann. Nach drei Jahren folgte seine Versetzung nach Königsberg in das Infanterie-Regiment „Herzog Karl von Mecklenburg-Strelitz“ (6. Ostpreußisches) Nr. 43, wo man ihn am 1. Oktober 1905 zum Kompaniechef ernannte. In gleicher Funktion wurde Edelbüttel am 18. Oktober 1909 in das Infanterie-Regiment „Graf Dönhoff“ (7. Ostpreußisches) Nr. 44 nach Goldap versetzt und am 20. Dezember 1910 zum Major befördert. Als solcher erfolgte am 26. Oktober 1912 die Ernennung zum Kommandeur des II. Bataillons des Infanterie-Regiments „General-Feldmarschall Prinz Friedrich Karl von Preußen“ (8. Brandenburgisches) Nr. 64 in Prenzlau.
Mit Ausbruch des Ersten Weltkriegs und der erfolgten Mobilmachung kam Edelbüttel mit seinem Bataillon an der Westfront u. a. bei der Eroberung von Lüttich zum Einsatz. Am 25. Oktober 1914 erhielt Edelbüttel das Kommando über das Regiment, dass in der Folgezeit an die Ostfront verlegte und dort u. a. während der Kerenski-Offensive südlich von Tarnopol kämpfte. Anfang 1918 trat das Regiment dann wieder an der Westfront an, wo Edelsbüttel am 15. Juli 1918 zum Oberst befördert wurde.
Nach Kriegsende führte Edelbüttel sein Regiment in die Heimat zurück. Dort erfolgte in Königsberg vom 7. bis 15. Dezember 1918 die Demobilisierung und schließlich am 12. Juli 1919 die Auflösung. Edelbüttel wurde in die Reichswehr übernommen und war zunächst Kommandeur des Reichswehr-Schützen-Regiments 4. Er übernahm dann am 1. Oktober 1920 als Kommandeur das 4. (Preußisches) Infanterie-Regiment. Edelsbüttel wurde am 20. März 1922 zum Generalmajor befördert und gleichzeitig zum Infanterie-Führer III mit Sitz in Berlin ernannt. Diesen Posten gab er am 31. Januar 1925 wieder ab und wurde anschließend unter zeitgleicher Beförderung zum Generalleutnant zum Inspekteur der Infanterie ernannt. Unter gleichzeitiger Beförderung zum General der Infanterie erfolgte am 31. Januar 1927 seine Verabschiedung aus dem aktiven Dienst und seine Versetzung in den Ruhestand.

## Auszeichnungen
- Roter Adlerorden IV. Klasse[1]
- Eisernes Kreuz (1914) II. und I. Klasse[1]
- Ritterkreuz des Königlichen Hausordens von Hohenzollern mit Schwertern[1]
- Pour le Mérite am 12. Oktober 1917[1]
- Preußisches Dienstauszeichnungskreuz[1]
- Orden der Eisernen Krone III. Klasse mit Kriegsdekoration[1]
- Österreichisches Militärverdienstkreuz III. Klasse mit Kriegsdekoration[1]
- Eiserner Halbmond[1]